# Химволокно (Щёкино)
ОАО «Химволокно» — российское предприятие химической промышленности, расположенное в городе Щёкино Тульской области. Входит в состав Объединённой химической компании «Щёкиноазот», которой принадлежат производственные предприятия и за пределами города Щёкино.

## История
Предприятие образовано в 1970 году как завод синтетического волокна. За годы становления и развития ассортимент продукции превышает 100 наименований.

## Продукция
Щёкинское «Химволокно» — один из крупнейших производителей полиамида 6, инженерных пластиков, текстильных нитей, технических нитей, нетканого термоскреплённого полотна, а также потребительских продуктов из полиамидных нитей.
Продукция поставляется более чем 350 крупнейшим предприятиям оборонной, нефтегазовой, химической, текстильной, рыбной и лёгкой промышленности в России и странах СНГ.
На данный момент на территории завода располагается индустриальный парк «Первомайский». На территории «Химволокно» действуют следующие предприятия: ООО «Щёкинский линолеум» (предприятие по выпуску линолеума), ЗАО «Ариадна-Текс» (полиамидные кручёные технические нити, тросы, текстильные ленты, гамаки, полиамидные шнуры), компания «Sonoco Alcore» (производитель бумажной продукции, в том числе бумажных шпуль), а также 76-й цех совмещённого формования и вытягивания нитей «КуйбышевАзот».